# MG34
Maschinengewehr 34, eller MG34 var et tysk maskingevær, som blev produceret og godtaget til tjeneste i 1934 og første gang udleveret til enheder i 1935. Det var et luftkølet maskingevær, som affyrede 7.92x57mm Mauser patroner og kunne præstere det samme som andre mellemtunge maskingeværer. 
Det var imidlertid konstrueret, så det kunne fungere såvel som let maskingevær som i tungere roller, så det var et tidligt eksempel på et allround maskingevær. Som let maskingevær var det meningen at det udstyres med et dobbelt støtteben og 50-skuds ammunitionsbælter i en tromleformet kurv, som kunne hægtes på. I den tungere rolle var det monteret på en større trefod og blev fødet med patronbælter. I praksis benyttede infanteriet støttebenet og de lange patronbælter, hvilket førte til at det fungerede som et klassisk middeltungt støttevåben. 

## Historie
MG34 blev brugt som det primære infanterimaskingevær i 1930'erne og forblev det primære forsvarsvåben for kampvogne og fly. Det blev udskiftet som infanterivåben med det beslægtede MG42, men der var aldrig tilstrækkelig mange af den nye model, og MG34 fortsatte med at være i brug til 2. Verdenskrigs slutning. Det var meningen, at MG34 skulle erstatte MG13 og andre ældre maskingeværer, men disse blev stadig brugt i 2. verdenskrig, da efterspørgslen aldrig blev dækket.  
MG34 blev først og fremmest konstrueret af Heinrich Vollmer fra Mauser Werke, baseret på den nyligt introducerede Rheinmetall-konstruerede Solothurn 1930 (MG30) som var ved at blive indført i Schweiz. De vigtigste ændringer bestod i at flytte fødemekanismen til en mere hensigtsmæssig placering på venstre side af bundstykket og tilføjelse af et hylster omkring løbet. Ændringer af afskydningsmekanismen forøgede skydfremkvensen til mellem 800 og 900 skud i minuttet. 
Det nye maskingevær blev godkendt til tjeneste næsten med det samme, og tropperne satte generelt pris på det og det blev brugt med stor effekt af tyske soldater, som bistod de nationalistiske styrker i Spanien under den Spanske borgerkrig. Da den blev indført havde den en række avancerede egenskaber og det allround koncept som den prøvede på at opfylde fik stor indflydelse. Imidlertid var MG34 også dyrt, både i fremstilling og i form af de materialer, der skulle bruges – 49 kg stål, og fremstillingen tog for lang tid til at den kunne produceres i de antal, som den stadigt voksende hær havde brug for. Det var standardmaskingeværet i den tyske flåde – Kriegsmarine. Det viste sig også at være temmelig temperamentfuldt og gik let i baglås når det var beskidt. 
Importerede MG34'er og lokale kopier af våbenet blev anvendt af de kinesiske nationaliststyrker både under 2. verdenskrig og i den Kinesiske borgerkrig. 

## Karakteristika
MG34 kunne såvel bruge magasiner som patronbælter med 7,92 mm ammunition. Bælter blev leveret i en fast længde på 50 patroner, men kunne kædes sammen så man fik længere bælter til vedvarende skydning. Et 250 skuds bælte blev også udleveret til maskingeværer, som var installeret i faste stillinger, såsom bunkere. Ammunitions kasser rummede 250 skud i fem bælter,som var hægtet sammen til et 100 skuds og et 150 skuds bælte. Angrebstromlerne indeholdt et 50 skuds bælte, eller et 75 skuds dobbelttromle magasin, som kunne anvendes ved at fjerne et dæksel og udskifte det med et, som var lavet specielt til formålet. Et maskingevær, som var indstillet til at bruge 75 skuds magasiner kunne ikke ændres til at skyde med bælter uden at skifte dækslet tilbage. Alle magasin-fødede MG34'er var trukket tilbage fra infanterienhederne i 1941, men nogle forblev i anvendelse på de pansrede mandskabsvogne.  
Ligeom på de fleste maskingeværer var løbet konstrueret, så det let kunne udskiftes for at undgå overophedning under vedvarende skydning. 
I rollen som let maskingevær blev det anvendt med et dobbelt støtteben og vejede kun 12,1 kg. I rollen som middeltungt maskingevær kunne det placeres på en af to slags treben – en mindre som vejede 6,75 kg og en tungere, som vejede 23,6 kg. Den store trefod MG34 Laffette, indeholdt en række muligheder, såsom et teleskopsigte og et særligt sigteudstyr for indirekte beskydning. Benene kunne forlænges så det kunne bruges som anti-luftskyts, og når de var sænket kunne den placeres så maskingeværet kunne affyres på afstand, mens det sendte projekter i en bue foran sig, eller der kunne sigtes gennem et periskop, som var hægtet på trefoden. 

## Varianter

### MG34/41(MG34S)
MG34/41 blev anfordret da de første krigserfaringer med våbenet i begyndelsen af 2. Verdenskrig viste at en højere skudfrekvens betyder en større spredning af kuglerne. MG34/41 kunne klare en skudfrekvens på 1.200 skud i minuttet. Vægten af MG34/41 var 14 kg, lidt mere end det oprindelige MG34. Der blev fremstillet et begrænset antal MG34/41. MG34/41 udkonkurreret i forsøg med MG39/41, som senere fik betegnelsen MG42.

### MG34 Panzerlauf
De fleste tyske kampvogne under 2. Verdenskrig brugte MG34 Panzerlauf som hjælpevåben. MG42 var ikke velegnet til at blive monteret inde i en kampvogn eller koaksialt, på grund af metoden til udveksling af løb. Den væsentligste forskel mellem MG34 Panzerlauf og den almindelige MG34 var det tungere, næsten kompakte pansrede hylster til løbet, som næsten var uden ventilationshuller, som på de almindelige MG34. Når den var monteret inden i en kampvogn manglede MG34 også en kolbe. Et samlesæt til hurtigt at omstille det til afmonteret brug, blev medbragt inde i kampvognen og bestod af en kolbe og et kombineret dobbelt støttefod og frontsigte.

### MG81
MG34 var også brugt som grundlag for et nyt maskingevær, som blev monteret i fly – MG81. I denne rolle blev bundstykket modificeret en smule, så der kunne fødes patroner fra begge sider og i en version blev to geværer boltet sammen med en fælles aftrækker så de dannede et våben, der gik under betegnelsen MG81Z (for zwilling (tvilling)). Produktionen af MG34 var aldrig tilstrækkelig stor til at tilfredsstille nogen af dens brugere, og mens MG81 var en enorm forbedring i forhold til de tidligere MG30-baserede MG15 og MG17 maskingeværer, var disse maskingeværer i brug indtil krigens slutning. Det skal bemærkes, at da Luftwaffe tabte slaget om herredømmet i luften og fik en lavere prioritet i den tyske krigsindsats blev MG15 og MG81'er, som var konstrueret som fleksible flymaskingeværer, modificeret og tilpasset til brug på landjorden af infanteriet med varierende grader af succes. 

## Eksterne kilder
- Guns.ru side med fotos og information Arkiveret 8. april 2005 hos  Wayback Machine
- Amerikansk efterretningsrapport fra 1943